# Aptesis nordlandiae
Aptesis nordlandiae là một loài tò vò trong họ Ichneumonidae.